# نوربرت آواتا
نوبرت آواتا (فرانسوی: Norbert Hauata‎؛ زادهٔ ۸ ژوئن ۱۹۷۹) داور فوتبال اهل تاهیتی (پلی‌نزی فرانسه) است.
وی از سال ۲۰۰۸ وارد فهرست داوران فیفا شده است.